# Месомед
Месомед (дав.-гр. Μεσομήδης; II століття) — давньогрецький ліричний поет часів Римської імперії.

## Життєпис
Народився на о. Крит. Про життя відомо замало. Був рабом, потім став вільновідпущенником імператора Адріана. Супроводжував останнього у різних подорожах. У 130 році перебував в Єгипті. Тут залишився працювати в Мусейоні. Відомо, що він залишався на своїй посаді в часи володарювання імператора Антоніна Пія.

## Творчість
З доробку Месомеда відомо про 15 віршів. Це гімни «До Сонця», «До Немезіди», «Звернення до Муз», «Природі», «До Ісіди». Також є автором панегірика Антиною, коханцю імператора Адріана. До найвдаліших належить твір, присвячений подорожі по Адріатиці, цікавим є вірш, в якому розповідається про губку, подарованої поетом своєї коханій.
Месомед використовував різноманітні ліричні метри, писав правильною мовою, в якій багато що нагадує давніх ліриків.